# だから青春 泣き虫甲子園
『だから青春 泣き虫甲子園』（だからせいしゅん なきむしこうしえん）は、日本のテレビドラマで、NHK少年ドラマシリーズの最終作品。1983年6月14日から10月11日（毎週火曜日、19時30分から19時58分30秒）放送、全13話。
あだち充・やまさき十三の漫画『ああ!青春の甲子園』を原作に制作された。

## ストーリー
大友旭は、医師である父がアメリカへ招かれたことから、父の親友である園田竜之介の家に下宿することになった。父から「竜之介は日本一の名監督」と聞かされていた旭は、竜之介がこの春の選抜高校野球大会に準優勝した陽明高校の監督と思いこみ、陽明高校に転校するつもりでいた。しかし実は、竜之介は進学校の青葉高校の監督であり、しかもその野球部たるや、部員が7名しかいないため、廃部寸前というありさまであることがわかり、愕然とする旭。さらに竜之介の二人の娘のうち長女の夏子は、野球に明け暮れて母の臨終に立ち会わなかった竜之介を許せず、野球も大嫌い…。それでも青葉高校に転入した旭は、部員を集めて野球部の立て直しをはかる。また夏子も旭との交流を通じて、次第に野球と父に対する考えを改めていくのだった。

## キャスト
青葉高校の生徒
- 大友旭：新田純一 - 野球部員
- 園田夏子：菊地陽子
- 高木レナ：森尾由美
- 小野寺葉子：伊藤かずえ - 生徒会長
- 本郷健太郎：豊原功補 - 野球部員
- 田中一平：永瀬正敏 - 野球部員
- 松本誠一：松本誠一 - 野球部員
- 土井垣隆：太田毅 - 野球部キャプテン
- 山口雅巳：山口雅巳 - 野球部員
- 梅山明彦：梅山明彦 - 野球部員
- 小西裕之：小西裕之 - 野球部員
- 下林山守：下林山守 - 野球部員
- 中森エミ：矢野有美

その他
- 園田竜之介：愛川欽也 - 夏子の父
- 園田チカラ：安孫子里香 - 夏子の妹
- 藤尾真吾：柄沢次郎
- 大友介太：藤木悠 - 旭の父
- 一平の父：宍戸錠
- 一平の母：加藤みどり
- 園田百合：大塚良重
- 葉子の父：小松方正
- 桑田先生：きくち英一
- 陽明高校野球部監督：加藤精三
- 実況アナウンサー：みのもんた
- 店の主人：ガッツ石松

## 放送データ
- 原作：あだち充・やまさき十三『ああ!青春の甲子園』
- 脚本：井沢満
- 音楽：今井裕
- 制作：矢島敦美
- 演出：笹原紀昭、中村哲志、三枝辰也
- オープニング
  - 「泣き虫甲子園」 作・編曲：今井裕
- エンディング
  - 「パンドラの箱」 作詞：尾関昌也、作曲：尾関裕司、編曲：馬飼野康二、歌：新田純一
- 挿入歌
  - 「夏のマドンナ」 作詞：あがた森魚、作曲：鈴木キサブロー、編曲：星勝、歌：永瀬正敏
  - 「おもいっきりの青春」 作詞・作曲：小椋佳、編曲：星勝、歌：永瀬正敏
  - 「ごめんなさい 愛してる」 作詞・作曲：古田喜昭、編曲：松任谷正隆、歌：森尾由美
  - 「風色タッチ」 作詞・作曲：森雪之丞、編曲：鷺巣詩郎、歌：菊地陽子

## その他
- DVDは、｢NHK少年ドラマシリーズ だから青春 泣き虫甲子園」のタイトルで発売されている。